# Habitatges per a obrers de la Fàbrica Saida
Els Habitatges per a obrers de la Fàbrica Saida és un edifici del municipi de Ribes de Freser (Ripollès) que forma part de l'Inventari del Patrimoni Arquitectònic de Catalunya.
Aquest és un nou grup d'habitatges de la colònia Recolons, actualment Saida. S'hi reflecteix una clara influència racionalista, i és de les poques obres d'aquest període representatives de la comarca. És un edifici de planta baixa i dos pisos amb simetria acusada.